# Burkhard Junger
Burkhard „Bobby“ Junger (* 1947) ist ein ehemaliger deutscher Basketballspieler und Devisenhändler. Er wurde im Rahmen des VW-Devisenskandals verurteilt.

## Leben
Junger spielte mit dem MTV Wolfenbüttel in der Basketball-Bundesliga sowie Anfang der 1970er Jahre an der Seite von neben anderen Jürgen Loibl, Volkmar Knopke und Jürgen Wohlers im Europapokal. Später nahm er mit Altherrenmannschaften des MTV an Deutschen Meisterschaften teil. Mit der deutschen Auswahl wurde er im Altersbereich Ü75 Zweiter der Europameisterschaft. Im Spätsommer 2023 nahm Junger als Teil der deutschen Mannschaft in Argentinien an der Weltmeisterschaft der Altersklasse Ü75 teil.
Als Funktionär brachte sich Junger 25 Jahre lang in das Basketball-Geschehen in der Stadt Wolfenbüttel ein, unter anderem von 2008 bis 2019 als Präsident des MTV Wolfenbüttel von 2012 Herzöge Basketball e. V. In diesem Amt war er an der Einrichtung einer umfassenden Zusammenarbeit der Herzöge mit dem Bundesligisten Basketball Löwen Braunschweig beteiligt. Nach dem Abstieg der Wolfenbütteler Mannschaft aus der 2. Bundesliga ProB im Jahr 2019 handelte er mit den MTB Baskets Hannover die Übertragung des Regionalliga-Teilnahmerechts aus und zog sich als Präsident der Herzöge zurück. Vor seiner Tätigkeit bei den Herzögen Wolfenbüttel war er bereits beim Vorgängerverein Wolfenbüttel Dukes im Bereich Spielerverpflichtungen und Sponsorenbetreuung tätig gewesen.
Beruflich war der gelernte Bankkaufmann ab 1970 beim Volkswagen-Konzern tätig. 1980 übernahm er bei VW die Leitung der Devisenabteilung. Im Februar 1990 wurde er vom Landgericht Braunschweig im sogenannten VW-Devisenskandal zu sechs Jahren Haft verurteilt. Der Fall war bis dahin nach Einschätzung des Spiegels „eines der größten bekanntgewordenen Wirtschaftsvergehen der Nachkriegszeit“. Im September 1987 hatte Junger, der neben dem Devisenmakler Joachim Schmidt hauptverdächtig war, ein Geständnis abgelegt, nachdem er zuvor einen Betrug abgestritten und von einem Komplott gesprochen hatte. Insgesamt entstand für VW ein Schaden in Höhe von 480 Millionen DM.